# George Moiș
George Moiș (n. 1884, Berbești, Maramureș, jud. Maramureș – d. 1940, Berebești) a fost un deputat în Marea Adunare Națională de la Alba Iulia, organismul legislativ reprezentativ al „tuturor românilor din Transilvania, Banat și Țara Ungurească”, cel care a adoptat hotărârea privind Unirea Transilvaniei cu România, la 1 decembrie 1918 .

## Biografie
George Moiș fost membru al Gărzii Naționale și al Sfatului Național comunal. A decedat la Berbești în anul 1940.

## Activitatea politică
Ca delegat în Adunarea Națională din 1 decembrie 1918 a fost reprezentant al cercului electoral Ocna Șugatag. A fost președinte al Consiliului Național Român local, participând la formarea Gărzii Naționale Române.